# Kaspar Bolen
Kaspar Bolen (* unbekannt; † 11. November 1619 in Glees) war ein deutscher Mönch und 29. Abt im Kloster Maria Laach.

## Leben
Über die Herkunft und Bildung Kaspar Bolens ist nichts bekannt. Ob er der kurtrierischen Beamtenfamilie Bolen entstammte, ist lediglich eine Vermutung. Erstmals bezeugt ist er im Januar 1597 als Subprior und Wähler bei der Wahl des Abtes der Abtei Maria Laach, Johann Ahr. Bei der Wahl zu dessen Nachfolger Johann Schweitzer im Mai 1613 war Bolen ebenfalls als Prior zugegen. Das Amt des Priors hatte er wohl bereits im November 1612 erhalten. Im Jahre 1617 wurde er zum Probst im Kloster Ebernach gewählt.
Falls die Angaben auf seiner Grabplatte über seine Regierungszeit richtig sind; R(EVEREN)D(U)S D(OMI)N(U)S CASPARUS BOLEN XXIX ABBAS LACENSIS ELECTUS OBIIT A(NN)O MDCXIX XI NOVEMBRIS PRAEFUIT MENSES XI DIES XVIII, erfolgte seine Wahl zum 29. Abt des Klosters Maria Laach am 23. November 1618. Bolen wurde zunächst als Koadjutor mit dem Recht der Nachfolge gewählt, da sein Vorgänger zu diesem Zeitpunkt noch lebte.
Am 15. April 1619 verkauften Abt Kaspar Bolen, der Prior Heinrich Long(enus) und die „Capitularen“ der Abtei Laach für 2000 Kölner Taler dem Dr. theol. Heinrich Franken aus Siersdorf (Sierstorphio) als dem Hauptkäufer eine jährliche, am Fest „Theophoria oder Cölnische Gottesdracht“ fällige Rente, von 80 Kölner Taler.
Nach einer Regierungszeit von 11 Monaten und 18 Tagen verstarb er als gewählter, jedoch ungeweihter Abt (abbas lacensis electus) vom Schlage gerührt, am Tage des Hl. Martin am 11. November 1619.